# Opsiphanes periphetes
Opsiphanes periphetes är en fjärilsart som beskrevs av Hans Fruhstorfer 1912. Opsiphanes periphetes ingår i släktet Opsiphanes och familjen praktfjärilar. Inga underarter finns listade i Catalogue of Life.